# أندرو ميلني
أندرو ميلني (بالإنجليزية: Andrew Milne)‏ (9 سبتمبر 1990 بيورك في المملكة المتحدة - ) هو لاعب كرة قدم بريطاني في مركز الدفاع. شارك مع منتخب اسكتلندا لكرة القدم. أما مع النوادي، فقد لعب مع ليدز يونايتد ونادي غاينسبورو ترينيتي وأوست تاون ‏ ونادي بارو ونادي ألترينتشام وإف سي هاليفاكس تاون وScarborough Athletic F.C. ‏ وTadcaster Albion A.F.C. ‏ ودارلينجتون إف سى.

## وصلات خارجية
- أندرو ميلني على موقع الاتحاد الدولي (مؤرشف)  (الإنجليزية)
- أندرو ميلني على موقع قاعدة بيانات كرة القدم.إي يو (الإنجليزية)
- أندرو ميلني على موقع قاعدة بيانات كرة القدم.إي يو (الإنجليزية)